# Majumi Omacuová
Majumi Omacuová (japonsky 大松 真由美, * 12. července 1970) je bývalá japonská fotbalistka.

## Reprezentační kariéra
Za japonskou reprezentaci v letech 1997 až 1999 odehrála 12 reprezentačních utkání. Byla členkou japonské reprezentace i na Mistrovství světa ve fotbale žen 1999.

## Statistiky
| Japonsko | Japonsko | Japonsko |
| Roky     | Záp.     | Góly     |
| -------- | -------- | -------- |
| 1997     | 6        | 1        |
| 1998     | 5        | 0        |
| 1999     | 1        | 0        |
| Celkem   | 12       | 1        |

## Úspěchy

### Reprezentační
- Mistrovství Asie:  1997